# Франсуа Фюре
Франсуа Фюре (фр. Francois Furet; 27 березня 1927, Париж — 12 липня 1997, Фіжак) — французький історик, член Французької академії.

## Біографія
Франсуа Фюре народився в буржуазній сім'ї. Його батько був банківським службовцем. Франсуа навчався в елітному паризькому ліцеї Янсон-Де-Сейл, де показав відмінні знання. Після закінчення ліцею, в 1946 році, він вступає на гуманітарний та юридичний факультети Паризького університету. У 1950 році, захворівши на туберкульоз, він змушений перервати навчання і виїхати на лікування до Альп. До 1954 року він паралельно лікується та продовжує своє навчання в Парижі. Водночас він починає поглиблено вивчати історію. У 1954 році він блискуче складає випускні іспити на науковий ступінь Агреже і його призначають на роботу вчителем у середній школі в місті Комп'єнь, де працює до 1955 року. Пізніше був переведений у Фонтенбло.
У 1956 році Франсуа Фюре розпочинає свою наукову діяльність в Національному центрі наукових досліджень (CNRS) у Франції. Основна сфера його інтересів — Французька революція. Водночас відбувається початок його співпраці з французьким щотижневим журналом «Нувель Обсерватер».
Свою політичну діяльність Франсуа розпочав у 20 років. З 1947 по 1959 рр. він був членом Французької комуністичної партії, а в 1960 році виступив одним із засновників Об'єднаної соціалістичної партії. У 1966 році він розпочинає роботу в Школі вищих досліджень у галузі соціальних наук в Парижі, Президентом якої є з 1977 по 1985 рік. Він є співзасновником Фонду Сен-Сімона. З 1985 року він щоосені читає лекції в кількох університетах США, в тому числі в Чиказькому університеті, де отримує посаду Професора в Комітеті з питань соціальної думки. Робота в США принесла йому почесний ступінь Гарвардського університету. Обраний членом Французької академії 20 березня 1997 року. Однак невдовзі, 8 липня, граючи в теніс, в селі Сент-П'єр Тоїрак, що на півдні Франції, Франсуа впав й отримав травму голови; невдовзі був відправлений на лікування до Тулузи, де 12 липня він помер від серцевого нападу.

## Особисте життя
Франсуа Фюре був двічі одруженим. У нього залишилося двоє дітей: син Антуан від першого шлюбу та донька Шарлотта від шлюбу з Деборою Кан.

### Видання українською
- Минуле однієї ілюзії. Нарис про комуністичну ідею у ХХ столітті — К.: Дух і літера, 2007. — 814 с.